# 庫里鯔
庫里鯔為輻鰭魚綱鯔形目鯔科的其中一種，分布於西大西洋區，從加拿大新斯科細亞省至阿根廷；東大西洋區，從塞內加爾至安哥拉；東太平洋區，從加利福尼亞灣至巴拿馬海域，體長可達90公分，棲息在沿岸沙泥底質海域、潟湖、河口區，成群活動，以藻類、浮游生物為食，可做為食用魚。

## 擴展閱讀
維基物種上的相關：庫里鯔